# Discografia di Paul Anka

## Discografia negli Stati Uniti[1][2]

### Album
- 1958 - Paul Anka (ABC-Paramount, 240)
- 1959 - My Heart Sings
- 1960 - Anka at the Copa
- 1960 - Swings for Young Lovers
- 1961 - It's Christmas Everywhere
- 1962 - Young, Alive, and in Love!
- 1962 - Let's Sit This One Out
- 1963 - 3 Great Guys (Paul Anka, Sam Cooke e Neil Sedaka)
- 1968 - Goodnight My Love
- 1969 - Life Goes On
- 1972 - Paul Anka
- 1972 - Jubilation
- 1974 - Anka
- 1975 - Feelings
- 1975 - Times of Your Life
- 1976 - The painter
- 1977 - The Music Man
- 1978 - Listen to Your Heart
- 1979 - Headlines
- 1981 - Both Sides of Love
- 1983 - Walk a Fine Line
- 1987 - Freedom for the World
- 1989 - Somebody Loves You
- 1996 - Amigos
- 2005 - Rock Swings
- 2007 - Classic Songs, My Way
- 2011 - Songs of December
- 2013 - Duets

### Singoli
- 1956 - I Confess/Blau-Wile-Deveest-Fontaine
- 1957 - Diana/Don't Gamble With Love
- 1957 - I Love You, Baby/Tell Me That You Love Me
- 1958 - You Are My Destiny/When I Stop Loving You (That'll Be The Day)
- 1958 - Crazy Love/Let The Bells Keep Ringing
- 1958 - Midnight/Verboten! (Forbidden)
- 1958 - Just Young/So It's Goodbye
- 1958 - The Teen Commandments/If You Learn To Pray
- 1958 - (All Of A Sudden) My Heart Sings/That's Love
- 1959 - I Miss You So/Late Last Night
- 1959 - Lonely Boy/Your Love
- 1959 - Put Your Head On My Shoulder / Don't Ever Leave Me
- 1959 - It's Time To Cry / Something Has Changed Me
- 1959 - Pity Pity / Waiting For You
- 1960 - Puppy Love / Adam And Eve
- 1960 - My Home Town / Something Happened
- 1960 - Hello Young Lovers
- 1960 - Summer's Gone / I'd Have To Share
- 1960 - Rudolph the Red Nosed Reindeer / I Saw Mommy Kissing Santa Claus
- 1960 - It's Christmas Everywhere / Rudolph, The Red Nosed Reindeer
- 1961 - The Story Of My Love / Don't Say You're Sorry
- 1961 - Tonight My Love, Tonight / I'm Just A Fool Anyway
- 1961 - Dance On Little Girl / I Talk To You (On The Telephone)
- 1961 - Cinderella / Kissin' On The Phone
- 1961 - The Bells At My Wedding / Loveland
- 1962 - All Of Me / I'm Coming Home
- 1962 - The Fools Hall Of Fame / Far From The Lights Of Town
- 1962 - I'd Never Find Another You / Uh Huh
- 1962 - I'm Coming Home / Cry
- 1962 - Love Me Warm And Tender / I'd Like To Know (UK #19 - BELGIO #1 - PAESI BASSI #6)
- 1962 - A Steel Guitar And A Glass Of Wine / I Never Knew Your Name (UK #41 - BELGIO #2)
- 1962 - Every Night (Without You) / There You Go (BELGIO #1)
- 1962 - Eso beso (That Kiss!) / Give Me Back My Heart (BELGIO #3)
- 1962 - Every Night (Ogni Notte) / There You Go (ITALIA #6)
- 1963 - Love (Makes The World Go 'Round) / Crying In The Wind (BELGIO #4)
- 1963 - Remember Diana / At Night
- 1963 - Hello Jim / You've Got The Nerve To Call This Love (BELGIO #5)
- 1963 - Hurry Up And Tell Me / Wondrous Are The Ways Of Love
- 1963 - Did You Have A Happy Birthday? / For No Good Reason At All
- 1964 - From Rocking Horse To Rocking Chair / Cheer Up
- 1964 - My Baby's Comin' Home / No, No
- 1964 - In My Imagination / It's Easy To Say
- 1965 - Sylvia / Behind My Smile
- 1965 - The Lonliest Boy In The World / Dream Me Happy
- 1965 - Every Day A Heart Is Broken / As If There Were No Tomorrow
- 1965 - To Wait For Love (Is To Waste Your Life Away) / Behind My Smile
- 1966 - Truly Yours / Oh Such A Stranger
- 1966 - I Wish / I Went To Your Wedding
- 1966 - I Can't Help Loving You / Can't Get Along Very Well Without Her
- 1966 - Poor Old World / I'd Rather Be A Stranger
- 1967 - Until It's Time For You To Go / Would You Still Be My BabY
- 1967 - A Woman Is A Sentimental Thing / That's How Love Goes
- 1968 - Can't Get You Out Of My Mind / When We Get There
- 1969 - Goodnight, My Love / This Crazy World
- 1969 - In The Still Of The Night / Pickin' Up The Pieces
- 1969 - Happy / Can't Get You Out Of My Mind
- 1970 - Midnight Mistress / Medley: Before It's Too Late/(Remember) This Land Is Your Land
- 1971 - Why Are You Leaning On Me, Sir? / You're Some Kind Of Friend
- 1971 - Do I Love You / So Long City
- 1971 - Yesterday My Life / My Way
- 1972 - Jubilation / Everything's Been Changed
- 1972 - Life Song / Something Good Is Coming
- 1973 - While We're Still Young / This Is Your Song
- 1973 - Hey Girl / You And Me Today
- 1974 - Let Me Get To Know You / Flashback
- 1974 - (You're) Having My Baby / Papa (UK #6 - USA #1 - CANADA #1 - AUSTRALIA #2 - BELGIO #7)
- 1974 - One Man Woman/One Woman Man (con Odia Coates) / Let Me Get To Know You (USA #7)
- 1975 - I Don't Like To Sleep Alone / How Can Anything Be Beautiful - After You (USA #8)
- 1975 - (I Believe) There's Nothing Stronger Than Our Love / Today I Became A Fool
- 1975 - Times Of Your Life / Water Runs Deep (USA #7)
- 1975 - Diana / You Are My Destiny
- 1976 - Anytime (I'll Be There) / Something About You
- 1976 - Make It Up To Me In Love (con Odia Coates) / You
- 1976 - Happier / Closing Doors
- 1977 - My Best Friend's Wife / Never Gonna Fall In Love Again (Like I Fell In Love With You)
- 1977 - Everybody Ought To Be In Love / Tonight
- 1978 - Brought Up In New York (Brought Down In L.A.) / Love Me Lady
- 1978 - This Is Love / I'm By Myself Again
- 1979 - As Long As We Keep Believing / Headlines
- 1981 - Think I'm In Love Again / We Love Each Other
- 1981 - I've Been Waiting For You All Of My Life / Think I'm In Love Again
- 1981 - Lady Lay Down / You're Still A Part Of Me
- 1983 - Hold Me 'Til the Mornin' Comes / This Is The First Time
- 1983 - Second Chance / Gimme The Word (con Karla DeVito)
- 1987 - No Way Out (con Julia Migenes) / No Way Out
- 1987 - Freedom For The World / Too Young To Die
- 1987 - Put Your Head On My Shoulder (Newly Recorded 1987/88) / Too Young To Die
- 1987 - Someday / Forever We'll Be In Love
- 1988 - Gimme The Word (con Marion) / Gimme The Word (Instrumental Version)
- 1988 - Having My Baby (con Anita Meyer) / It Hurts To See You Cry
- 1989 - A Steel Guitar And A Glass Of Wine / This Is Where I Fall In Love
- 1991 - Freedom For The World (con Ofra Haza) / For You Children

## Discografia in altri paesi

### Discografia in Giappone

#### Album
- 1958 - Paul Anka (Vega, ABC 1501)

### Discografia in Germania

#### Singoli
- 1960 - So wie du/I’d Have to Share  (Columbia, 21650)
- 1962 - Lauter Liebe schenk ich dir/Ein Girl wie du (RCA, 9396)
- 1964 - Zwei Mädchen aus Germany/Sunshine Baby (RCA, 9539)

### Discografia in Giappone

#### Album
- 1958 - Paul Anka's Own Hits (ABC-Paramount, MPP-1002)

### Discografia in Italia

#### Album
- 1959 - Paul Anka in Italia (Columbia, QSX 12041)
- 1962 - Young, Alive and in Love (RCA Victor, LPM/LSP 2502)
- 1965 - A casa nostra (RCA Victor, LPM 10150)

#### Singoli
- 1960 - Summer's Gone/Dove sei (Columbia, SCMQ 1403)
- 1962 - Love Me Warm and Tender/I'd Like to Know (RCA Victor, N 1241)
- 1962 - Ogni giorno/Voglio sapere (RCA Victor, N 1278)
- 1962 - A Steel Guitar and a Glass of Wine/I Never Knew Your Name  (RCA Victor, N 1288)
- 1962 - Every Night(Without You)/There You Go  (RCA Victor, N 1301)
- 1962 - Eso Beso/Give Me Back My Heart  (RCA Victor, N 1314)
- 1963 - Piangerò per te/Chitarra, vino e amore  (RCA Victor, N 1333)
- 1963 - Dimmi subito di sì/Un ricordo per te  (RCA Victor, N 1347)
- 1964 - Il tuo compleanno/Gli amici e tu  (RCA Victor, N 1385)
- 1964 - Ogni volta/Stasera resta con me  (RCA Victor, N 1395)
- 1964 - Estate senza te/Domani prendo il primo treno  (RCA Victor, N 1399)
- 1964 - La verità/Senza te io me moro  (RCA Victor, N 1412)
- 1964 - Parliamo ancora/Hu, hu  (RCA Victor, N 1414)
- 1965 - La pineta/Per carità  (RCA Victor, N 1462)
- 1966 - Io ho in mente te/Sei più forte di me  (RCA Victor, N 1483)
- 1966 - Deve essere la nostra estate/Il piacere di vederti  (RCA Victor, N 1488)
- 1968 - La farfalla impazzita/Sono splendidi gli occhi tuoi  (RCA Victor, N 1537)

### Discografia in Spagna

#### Album
- 1959 - Lonely Boy (Hispavox, HP 91-021)